# Matt Lauer
Matthew Todd Lauer (Nueva York,30 de diciembre de 1957) es un exreportero estadounidense conocido por su trabajo en el canal de noticias NBC News. Su carrera tuvo proyección nacional tras participar del programa The Today Show primero como panelista (1994-1997) y después como coconductor, cargo que ocupó hasta 2017. Además, fue un frecuente colaborador de la revista de noticias Dateline NBC. También fue conductor del Desfile del día de Acción de Gracias de Macy´s y de la ceremonia de apertura de varios juegos olímpicos.
Tras acusaciones de conducta sexual inapropiada, Lauer dejó de trabajar para NBC en noviembre de 2017. Esto ocurrió luego de que la cadena reportara haber recibido una queja de una colega sobre el comportamiento inapropiado de Lauer. Además, NBC aclaró que hay razones para creer que este no fue solo un hecho aislado.

## Biografía

### Primeros años
Lauer nació en la ciudad de Nueva York, sus padres fueron Marilyn Lauer, una comerciante, y Jay Robert Lauer, un ejecutivo de una compañía de bicicletas. Su padre era de origen judío rumano.

#### Educación y comienzo de su carrera
Lauer obtuvo su licenciatura de la Universidad de Ohio a los 39 años en 1997, estudió en la escuela de comunicación Scripps. Anteriormente había abandonado la misma institución en la primavera de 1979 para comenzar su carrera televisiva, después de que lo contrataran como productor del noticiero del mediodía para WOWK-TV en Huntington, Virginia Occidental.
Posteriormente Lauer comenzó a trabajar por la costa este de Estados Unidos, presentando una serie de programas de charlas e información diaria. Fue coanfitrión de shows de formato PM Magazine (donde las noticias se combinan con entretenimiento) en varias ciudades; comenzando en Richmond (1980-1981), luego en Providence (1981-1984) y después en la ciudad de Nueva York (1984-1986). Luego de que WNYW cancelara la edición del PM Magazine de Nueva York en 1986, Lauer y la copresentadora Jill Rappaport trabajaron en un nuevo programa para la misma estación llamado Made in New York, show que duró quince semanas. A continuación Lauer obtuvo su primera exposición en la televisión nacional, cuando se unió a Robin Leach como coanfitrión de la breve serie diurna de ABC “Fame, Fortune and Romance” (fama, fortuna y romance). Lauer prontamente regresó a la televisión local, presentando programas en Filadelfia y Boston durante un período de dos años entre 1987 y 1989, tiempo durante el cual también dirigió segmentos de noticias de entretenimiento para HBO.
En septiembre de 1989, Lauer regresó a la ciudad de Nueva York, esta vez a WWOR-TV, donde presentó 9 Broadcast Plaza, un programa de entrevistas en vivo de tres horas. Abandonó este show cuando el mismo dio un giro al tratar personajes y asuntos de tabloides. Además, se negaba a leer anuncios de Dial-a-Mattress (venta de colchones). El canal WWOR-TV reemplazó a Lauer por Richard Bey y 9 Broadcast Plaza finalmente se transformó en The Richard Bey Show.
En 1990, Lauer fue contratado por Kushner-Locke Company para presentar un programa piloto llamado “Day in Court” (día en el tribunal), producido por David Sams. El programa fue rebautizado como “Trial Watch” (juicio a la vista) cuando se transformó en un formato de serie y se emitió en la cadena NBC durante dos temporadas. NBC contrató a Robb Weller como presentador en vez de a Lauer cuando el programa fue adoptado a formato de serie transmitida diariamente. Durante el mismo año, Lauer filmó un piloto para la serie sobre fisicoculturismo llamada WBF BodyStars transmitido por USA Network, aunque el propietario y presidente de la WWF, Vince McMahon, más tarde decidió ser el anfitrión del programa. En 1991, Lauer apareció como coanfitrión (junto a Willow Bay) de Etc., Etc., un programa en Travel Channel.

### Carrera en NBC News

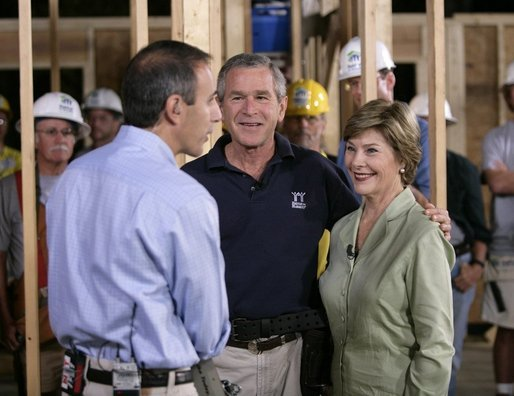
Lauer habla con el Presidente George W. Bush y la Primera Dama Laura Bush en 2005

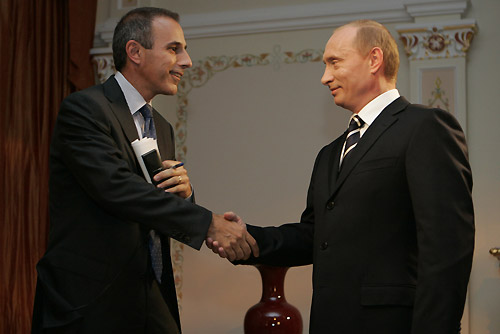
Lauer con el Presidente Vladimir Putin antes de la 32ª Cumbre del G8 en San Petersburgo en 2006

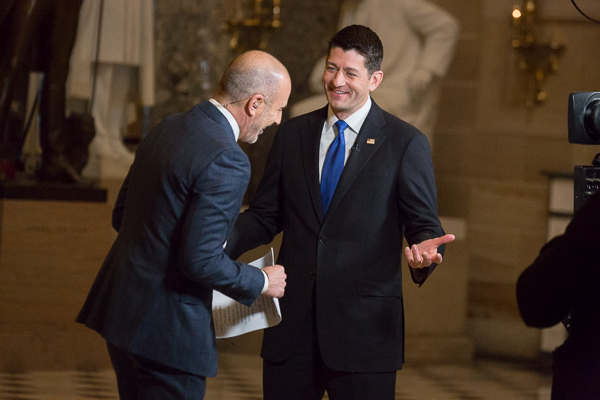
Lauer con el presidente de la cámara de representantes Paul Ryan en 2017

Lauer se unió a NBC en 1992, cuando se transformó en coanfitrión de Today in New York, programa transmitido en la estación local WNBC. Luego de un año, se convertiría en el coanfitrión de Live at Five junto a Sue Simmons, cargo que ocupó hasta 1996.
De 1992 a 1993, Lauer participó esporádicamente en The Today Show bajo la conducción de Margaret Larson, finalmente se unió al show de forma permanente en 1994. De 1992 a 1997, Lauer fue un coanfitrión sustituto de los programas Weekend Today, NBC News at Sunrise y NBC Nightly News. Además fue el conductor de algunos programas de Discovery Channel y MSNBC.
Desde 1998 hasta 2011, Lauer formó parte de un segmento de Today Show llamado Where in the World is Matt Lauer? (¿dónde en el mundo está Matt Lauer?) en el cual el conductor se embarcaba en diferentes zonas del mundo para transmitir la importancia de dichos lugares. En 2005 entrevistó a Tom Cruise con el cual discutió tensamente acerca de psiquiatría y depresión posparto. Cruise llamó a Lauer persona de “mucha labia”. En 2007, Matt Lauer entrevistó al Príncipe William y al Príncipe Harry. Desde 1997 a 2017, Lauer fue coanfitrión del Desfile del Día de Acción de Gracias de Macy’s en su transmisión en directo por NBC.
Desde 2008 hasta 2016, Lauer fue coanfitrión de la ceremonia de apertura de varios juegos olímpicos. Sus comentarios en la ceremonia de apertura de los juegos olímpicos de 2012 fueron catalogados por la prensa de ignorantes y banales.
El 5 de abril de 2012, Lauer anunció que había firmado un contrato con NBC News hasta 2017. Forbes estimó que el valor de dicho contrato fue de $25 millones de dólares por año.
Varios medios reportaron que Lauer influenció la salida de The Today Show de su coanfitriona Ann Curry, llevada a cabo por el productor ejecutivo Jim Bell bajo el nombre “Operación Bambi”.
En noviembre de 2015, Lauer condujo una entrevista con Charlie Sheen, durante la cual Sheen reveló que era HIV positivo.
El 8 de septiembre de 2016, Lauer entrevistó por separado a los candidatos presidenciales de Estados Unidos, Hillary Clinton y Donald Trump. Por este trabajo fue muy criticado ya que la entrevista con Hillary fue orientada mayormente a preguntas sobre su servidor de Correo electrónico, mientras que otros tipos de tópicos eran discutidos con mucha prisa, argumentando falta de tiempo. Además, muchos críticos apuntan a que en la entrevista Lauer nunca encaró a Trump contra las acusaciones que enfrentaba, tales como la declaración que Trump estaba totalmente en contra de la guerra de Irak, algo que muchas fuentes han llamado una mentira. CNN reportó que el corto tiempo para las entrevistas, la poca antelación con la que se llevó a cabo y la pequeña cantidad de preguntas de la audiencia fueron las razones por las malas críticas.
El 30 de noviembre de 2016 se reveló que Lauer firmó un nuevo contrato hasta 2018. Variety reportó que su salario era de $20 millones de dólares al año. El 6 de enero de 2017, Lauer celebró su vigésimo aniversario en The Today Show.

## Acusaciones de agresión y conducta sexual inapropiada
El 29 de noviembre de 2017, NBC News anunció que había finalizado el empleo de Lauer después de que una empleada de NBC informara que Lauer la había acosado sexualmente durante las olimpíadas de invierno de 2014 en Sochi, Rusia y que este acoso continuó después de que regresaran a Nueva York. Andrew Lack, presidente de NBC News, envió un memorando al personal que, en parte, decía:
"El lunes por la noche, recibimos una queja detallada de una colega sobre comportamiento sexual inadecuado en el lugar de trabajo por parte de Matt Lauer. Aunque ha sido la primera queja de su comportamiento por parte de una colega en los más de 20 años que Lauer ha estado en NBC, tenemos razones para creer que este no ha sido un caso aislado."
Un ejecutivo de NBC dijo que Lauer no recibiría ninguna forma de compensación monetaria porque había sido despedido con causa justificada. Su contrato ha sido programado para terminar a finales de 2018. Mandatarios de NBC News dijeron que estaban al tanto de las investigaciones independientes de New York Times y Variety acerca del comportamiento indebido de Lauer, pero los mandatarios no estaban enterados de acusaciones previas contra Lauer. Noticias posteriores negaron esto; Linda Vester, una ex corresponsal de NBC News, dijo que la gerencia de NBC tendría que haber estado al tanto de lo que todos sabían acerca del peligro que representaba Lauer. En el libro de 2019 “Catch and Kill: Lies, Spies, and a Conspiracy to Protect Predators” (capturar y matar: mentiras, espías, y una conspiración para proteger depredadores), Ronan Farrow citó múltiples fuentes que declararon que NBC News no solo estaba al tanto de la conducta sexual inapropiada de Lauer sino que Harvey Weinstein utilizó esto a su favor para presionarlos con el fin de silenciar una historia que hubiera expuesto sus propias agresiones sexuales. Variety denunció acusaciones de por lo menos diez compañeras de Lauer. Se hicieron públicas acusaciones adicionales en los siguientes días. NBC reconoció tres casos adicionales de 2000 a 2007.
En Catch and Kill, Farrow reveló una de las supuestas víctimas llamada Brooke Nevils, quien acusó a Lauer de violarla analmente en su suite del hotel donde se hospedaba en Sochi, lugar al que fueron para cubrir los juegos olímpicos de 2014. Farrow además escribió en su libro que Nevils tuvo otros encuentros sexuales con Lauer después de este incidente, pero Nevils dijo que los encuentros sexuales posteriores fueron con su consentimiento porque temía que Lauer terminara con su carrera.

En una declaración hecha luego de su despido, Lauer se disculpó por sus acciones diciendo:
“algunas cosas que se dicen de mí no son ciertas o están mal representadas, pero algunas historias son lo suficientemente verídicas como para que me sienta avergonzado y culpable”.
Después de las acusaciones de Nevils, publicadas en el libro de Farrow, Lauer publicó una carta abierta confirmando que tuvo sexo con Nevils pero que las relaciones sexuales fueron consentidas desde el comienzo en los juegos olímpicos de 2014 en Sochi.
Dos semanas después de que Lauer fuera despedido, Addie Zinone, una ex asistente de producción del programa Today, hizo una acusación adicional, diciendo que ella había tenido una relación sexual consensual con Lauer en junio de 2000. Zinone dijo que la relación fue un abuso de poder por parte de Lauer porque ella sintió que de negar los avances de él, su carrera podría verse en peligro.
Según Farrow, Melissa Lonner, una agente de reservas para el programa Today, dijo que Lauer le mostró los genitales en 2010 en una fiesta de NBC. Lauer niega esta declaración y a través de su abogado declaró que no participaría del circo propagandista alrededor de este libro.

## Otros trabajos
Lauer hizo una aparición como invitado en Will & Grace en 2006.
En 2006, fue anfitrión junto a su hija del programa de televisión infantil Plaza Sésamo. Además fue el anfitrión de The Greatest American en Discovery Channel.
En 2009 fue el vocero en la ceremonia de bienvenida de Harvard y también apareció en la película Land of the Lost.
En 2011 apareció en la película The Beaver y fue la voz del personaje animado Hark Hanson en Curious George 2: Follow That Monkey!.
También participó de las películas Untouchable y Tower Heist.
Imágenes de archivo de Lauer aparecen en las películas Straight Outta Compton, Lady Bird y I, Tonya''
Otras apariciones en películas fueron Sharknado 2: The Second One y Sharnado 3: Oh Hell No!.

## Vida personal
Lauer estaba casado con la productora televisiva Nancy Alspaugh desde 1982 a 1989. No tuvieron hijos. Luego se casó con la modelo holandesa Annette Roque con la cual tienen tres hijos: Jack, Romy y Thijs. En 2006, Roque le pidió divorcio a Lauer por abuso mental, extrema aflicción mental y emocional, humillación, tormento y ansiedad, pero luego se reconciliaron. En septiembre de 2019, Lauer y Roque oficialmente se divorciaron. En 2019, Lauer comienza un romance público con Sharmin Abas, quien había sido su amiga durante 15 años.